# Ileana Streinu
Ileana Streinu es una científica y matemática rumana-estadounidense, profesora de ciencias informáticas y matemáticas en el Smith College de Massachusetts. Es conocida por su investigación en geometría computacional y en particular, por su trabajo en cinemática y rigidez estructural. 

## Biografía
Streinu hizo sus estudios universitarios en la Universidad de Bucarest en Rumania. Obtuvo dos doctorados en 1994, uno en matemáticas y ciencias de la computación de la Universidad de Bucarest bajo la supervisión de Solomon Marcus y otro en ciencias de la computación de la Universidad de Rutgers bajo la supervisión de William L. Steiger. Se unió al departamento de informática de Smith en 1994, recibió una cita conjunta en matemáticas en 2005 y se convirtió en profesora en 2009. También tiene una cátedra adjunta en el departamento de informática en la Universidad de Massachusetts Amherst.
En Smith, Streinu es directora de la Concentración de Ciencias Biomatemáticas y ha sido coinvestigadora principal en una subvención de un millón de dólares compartida entre cuatro escuelas para apoyar esta actividad.

## Premios y honores
En 2006, Streinu ganó el Premio Grigore Moisil de la Academia Rumana por su trabajo con Ciprian Borcea utilizando una geometría algebraica compleja para mostrar que cada gráfico mínimamente rígido con longitudes de borde fijas tiene a lo mucho 4n diferentes incrustaciones en el plano Euclidiano, donde n significa Número de vértices distintos de la gráfica.
En 2010, Streinu ganó el Premio David P. Robbins de la American Mathematical Society por su solución combinatoria al problema de la regla del carpintero. En este problema, a uno se le da un polígono simple arbitrario con vértices flexibles y bordes rígidos y debe mostrar que puede ser manipulado en una forma convexa sin introducir ningún autocross. La solución de Streinu aumenta la entrada para formar una pseudotriangulación puntiaguda, elimina un borde convexo del casco de este gráfico y muestra que esta eliminación de bordes proporciona un grado único de libertad que permite que el polígono sea más convexo paso a paso.
En 2012 se convirtió en miembro de la American Mathematical Society.

## Publicaciones Seleccionadas
- Borcea, Ciprian; Streinu, Ileana (2004), «The number of embeddings of minimally rigid graphs», Discrete and Computational Geometry 31 (2): 287-303, doi:10.1007/s00454-003-2902-0.  .
- Streinu, Ileana (2005), «Pseudo-triangulations, rigidity and motion planning», Discrete and Computational Geometry 34 (4): 587-635, doi:10.1007/s00454-005-1184-0.  .